# Nada Klaić
Nada Klaić (Zágráb, 1920. július 21. – Zágráb, 1988, augusztus 2.), horvát történész. Pályafutása nagy részét a középkori források elemzésének, kritikájának és a horvát történelemszemlélet modernizálásának szentelte.

## Élete
Vjekoslav Klaić történész unokája. Testvére, Smiljan Klaić tájépítész volt. Gimnáziumi tanulmányait Zágrábban végezte, majd 1943-ban szerzett történészi diplomát a Zágrábi Egyetem Filozófiai Karán, ahol ugyanez évtől tanársegédként dolgozott. 1946-ban doktorált „Szlavónia politikai és társadalmi szerkezete az Árpád-korban” című disszertációjával. 1954-től egyetemi docens, 1968-tól haláláig professzor a Horvát Történelem Tanszéken. Könyvtárát külön gyűjteményként a Horvát Tudományos és Művészeti Akadémia (HAZU) könyvtára őrzi. A zágrábi Mirogoj temetőben nyugszik.

## Munkássága
Munkássága során a horvát történelemnek a szlávok bejövetelétől a 19. századig terjedő korszakát kutatta. Társadalomtörténeti dolgozatokkal járult hozzá a horvát középkorkutatás fejlődéséhez. A Jugoszlávia népeinek története II. (1959) című műben átfogó áttekintést adott Horvátország kora újkori történelméről, beleértve a gazdaság- és társadalomtörténeti elemeket is. Amint azt számos tanulmány és könyv mutatja különös figyelmet szentelt a városok történetének: „Zadar u srednjem vijeku do 1409” („Zadar a középkorban 1409-ig”, Ivo Petriciolival, 1976), „Zagreb u srednjem vijeku” („Zágráb a középkorban”, 1982), „Crtice o Vukovaru u srednjem vijeku” („Megjegyzések Vukovár középkori történetéhez”, 1983), „Trogir u srednjem vijeku Javni život grada i njegovih ljudi.” („Trogir a középkorban: A város és lakói közélete”, 1985), „Koprivnica u srednjem vijeku” („Koprivnica a középkorban”, 1987). Számos művet írt a lázadásokról és társadalmi konfliktusokról, amelyeket a „Društvena previranja i bune u Hrvatskoj u XVI i XVII stoljeću” ( „Társadalmi zűrzavar és lázadás Horvátországban a 16. és 17. században”, 1976) című könyvben gyűjtött össze. Egyes nemesek szerepét írta le a „Zadnji knezi Celjski v deželah Sv. krone” („Celje utolsó grófjai a Szent Korona földjén”, 1982) című könyvében és „Medvedgrad i njegovi gospodari” („Medvevár és urai”, 1987).
Munkásságának nagy része történelmi források elemzése és publikálása. Részben korábbi történészek műveire támaszkodva elemezte a teljes kora középkori horvát diplomáciai anyagot „Diplomatička analiza isprava iz doba hrvatskih narodnih vladara” („A horvát uralkodók korából származó diplomáciai iratok elemzése”, 1965, 1966–67) című művében, megkérdőjelezve annak hitelességét. Tamás spalatói főesperes 13. századi „Historia Salonitana maior” néven ismert latin nyelvű krónikájának kritikai kiadása (1967) mellett Klaić számos latinról lefordított forrást közölt az egyetemi hallgatók számára „Izvori za hrvatsku povijest do 1526. godine” („Források az 1526 előtti horvát történelemhez”, 1972) címmel. Horvátország kora középkori fejlődéséről adott átfogó és egyedülálló koncepciót „Povijest Hrvata u ranom srednjem vijeku” („A horvátok története a kora középkorban”, 1971) című könyvében, míg a későbbi időszak számos problémájáról szóló írásait a „Povijest Hrvata u razvijenom srednjem vijeku” („A horvátok története a fejlett középkorban”, 1976) című művében gyűjtötte össze. Posztumusz kiadott művei a „Srednjovjekovna Bosna: politički položaj bosanskih vladara do Tvrtkove krunidbe, 1377. godine” („Középkori Bosznia: Boszniai uralkodók politikai helyzete Tvrtko 1377-es koronázása előtt”, 1989) és a „Povijest Hrvata u srednjem vijeku” („A horvátok története a középkorban”, 1990).

## Műveinek kritikája
Klaić a 20. század egyik legkiemelkedőbb horvát és jugoszláv középkoros történésze volt. Eredményei közé tartozik a horvát történelem eseményeinek újszerű és modern megközelítése (különösen a középkor tekintetében), amely segített megszabadulni a 19. századi romantikus, nacionalista történelemszemlélettől. Nevéhez fűződik a régebbi történelmi források átértékelése. Nézeteinek és következtetéseinek jelentős része azonban ellentmondásos, és heves reakciókat váltott ki a korabeli történetírásban. Nagy felháborodást váltott ki az a megállapítása, hogy a Pacta conventa egy hamisítvány, amelyet valószínűleg a 14. században készítettek. Egy 1959-es cikkében vitatta Dominik Mandić horvát történész korábbi munkáit a 7. századi horvát népvándorlásról és a horvát őshazáról, valamint a korai horvát történelem egyéb témáiról alkotott nézeteit.
Klaić erősen kritizálta néhány tudós munkáját, mint például Ferdo Šišić, vagy Ljudmil Hauptmann írásait a horvátok fehér-horvátországi migrációjáról és a korai horvátok iráni-kaukázusi eredetéről. Szilárd meggyőződése a horvátok eredetéről és korai hazájáról Lujo Margetić azon tézisén alapult, hogy a horvátok a 8. század végén vagy a 9. század elején érkeztek Dalmáciába, bár Margetić hangsúlyozta, hogy ez csak egy feltételezés, amelyet később állítólag elvetett.  A német és osztrák tudósok, (H. Kunstmann, J. Herrmann, R. Werner és O. Kronsteiner) szlávokkal kapcsolatos elméletei különösen nagy hatással voltak nézeteire.
Klaić azt állította, hogy a szláv vándorlás nem északról délre, hanem délről északra történt, mivel a szlávok ősei a Balkánon éltek, így az úgynevezett fehér horvátok nem vándorolhattak Fehér-Horvátországból.  Támogatta Heinrich Kunstmann tézisét, miszerint a szlávoknak nem volt saját törzsnevük, és nevüket az illír, görög és bizánci kulturális közegre kell visszavezetni. Úgy vélte, hogy a horvát a szlávok neve volt az avarok által uralt Avar Kaganátusban, ezért határozottan úgy vélte, hogy a horvát államszervezet, valamint a župan és bán tisztségek és neveik avar eredetűek. Úgy gondolta, hogy a 9. század előtti feltárt sírok az avaroké, nem pedig a horvátoké, és hogy Dalmáciában avarok éltek. Nézeteit olyan mai neves történészek, mint Neven Budak, vagy Peter Štih is kritizálták és elutasították, mivel elfogadásukhoz máig sem állnak rendelkezésre megbízható bizonyítékok és források.

## Művei
- Političko i društveno uređenje Slavonije za Arpadovića, Zagreb, 1946.
- Historija naroda Jugoslavije II. Zagreb, 1959. (társszerző)
- Diplomatička analiza isprava iz doba hrvatskih narodnih vladara in Historijski zbornik 18. 1965. 1966-67.
- Marginalia uz problem doseljenja Hrvata, Ljubljana, 1966.
- Historia Salonitana Maior Tome Arhiđakona – sadrži i raspravu, tudományos munka, Beograd, 1967.
- Povijest Hrvata u ranom srednjem vijeku (tankönyv), Zagreb, 1- 1971., 2- 1975.
- Povijest Hrvata u razvijenom srednjem vijeku, Zagreb, 1976.
- Društvena previranja i bune u Hrvatskoj u XVI i XVII stoljeću Zagreb, 1976.
- Zadar u srednjem vijeku do 1409., Zadar, 1976
- Zagreb u srednjem vijeku (Povijest Zagreba), Knj. 1 SN Liber, Zagreb, 1982.
- Zadnji knezi Celjski v deželah Sv. Krone, Celje, 1982.
- Crtice o Vukovaru u srednjem vijeku, Gradski muzej, Vukovar, 1983.
- Trogir u srednjem vijeku: javni život grada i njegovih ljudi, Trogir, 1985.
- Medvedgrad i njegovi gospodari, Globus, Zagreb, 1987., ISBN 86-343-0189-3
- Koprivnica u srednjem vijeku, Muzej grada Koprivnice, Koprivnica, 1987.
- Srednjovjekovna Bosna, GZH, Zagreb, 1989., ISBN 86-399-0104-X
- Srednjovjekovna Bosna. Politički položaj bosanskih vladara do Tvrtkove krunidbe (1377. g.). Zagreb 1989.
- Povijest Hrvata u srednjem vijeku Zagreb,1990.

## Műfordításai
- Historia Salonitana maior 1967. (latinról)
- Izvori za hrvatsku povijest do 1526. godine, 1972. (latinról)